# Glypta sonomae
Glypta sonomae là một loài tò vò trong họ Ichneumonidae.